# Tours Duo
Les tours Duo sont deux gratte-ciel du 13e arrondissement de Paris (France), livrés en 2021.   
La tour la plus haute, Duo no 1, est le troisième plus haut édifice de la ville après la tour Eiffel et la tour Montparnasse.   
Situé sur la promenade Germaine-Sablon, à la pointe sud de l'avenue de France, en bordure du boulevard périphérique parisien et d'Ivry-sur-Seine, l'ensemble fait partie d'une « ceinture » de plusieurs tours et immeubles de grande hauteur aux portes de la ville, avec les tours de la Défense, le Tribunal de Paris et la future tour Triangle qui l'égalera en hauteur.
Le projet est retenu en 2012, les travaux débutent à la fin du mois de mars 2017 et la livraison des deux tours a lieu en 2021 et 2022. L'ensemble abrite majoritairement des bureaux, ainsi qu’un hôtel et un restaurant avec terrasse panoramique sur Paris, un auditorium, des commerces et des terrasses végétalisées.

## Projet
Dessiné par les Ateliers Jean Nouvel, le projet remporte le 24 avril 2012 le concours organisé par la mairie de Paris et supervisé par Anne Hidalgo alors adjointe au maire de Paris. Il est composé de deux tours de 180 et 122 mètres de hauteur, soit 39 et 27 étages (la grande tour était initialement prévue pour mesurer 175 mètres). 
Situé dans le secteur Bruneseau Nord, dans le quartier de la Gare, les tours Duo sont un des derniers à s'inscrire dans l’opération d'aménagement Paris Rive Gauche, vaste périmètre rénové du sud-est de Paris, entre les voies ferrées de la gare de Paris-Austerlitz, la Seine et le boulevard périphérique. Il est piloté par la SEMAPA, société d'économie mixte de la ville de Paris. Situés à l’angle de la rue Bruneseau et du boulevard du Général-d'Armée-Jean-Simon, ces deux édifices doivent héberger des bureaux et activités, des commerces et un hôtel. 
Le projet est porté par l'investisseur québécois Ivanhoé Cambridge, adossé à la Caisse de dépôt et placement du Québec, qui signe la promesse d'achat en mars 2013. Le permis de construire est déposé en mars 2014, et l'enquête publique est réalisée en 2015. Le permis de construire est délivré par la mairie en septembre 2015. Les travaux sont lancés à la fin du mois de mars 2017, après la signature du bail avec la société Natixis, premier occupant des deux tours. Le bâtiment est construit par un groupement d'entreprises composé de Bateg (filiale de Vinci Construction), Vinci Énergies, Permasteelisa (it) et Otis. Les deux édifices seront livrés en novembre 2021.
Le projet abrite le siège de la banque BPCE[réf. souhaitée] avec 86 000 m2 de bureaux (soit 6 300 employés), 1 800 m2 de commerces et un hôtel quatre étoiles. Un hôtel de luxe, développé par le groupe Laurent Taïeb en association avec Pascal Donat et sous enseigne MGallery, dont la décoration est assurée par Philippe Starck, prend place dans les dix derniers étages de Duo 2. Il compte 139 chambres et suites, un restaurant, un bar avec terrasse dotée d’une vue panoramique sur Paris. Son ouverture a lieu en 2022.
En dessous des deux bâtiments, on trouve une infrastructure commune avec 9 niveaux de parkings pour 511 voitures et 121 deux-roues motorisés, des espaces d’archives et de locaux techniques. Un local de 2 200 m2 est également prévu pour accueillir le stationnement des vélos.
Sur les toits, 1 500 m2 de panneaux photovoltaïques devraient fournir 1 % de la consommation électrique du bâtiment. L'hôtel comporte également une production d'eau chaude solaire. Un jardin de 5 800 m2 est mis en place au pied des bâtiments, avec la plantation d'une centaine d'arbres et arbustes. Le jardin communique avec un belvédère construit par-dessus les rails menant principalement à la gare d'Austerlitz.
Un projet de prolongement de ligne 10 devrait, à terme, mener à la création d'une nouvelle station au pied des tours Duo.           
Le projet Duo a été récompensé par le MIPIM Awards de 2016 comme « Best Méga Futura Project » et par la « Pierre d’Or 2018 » du Meilleur Programme Immoweek,. Le projet DUO a obtenu les certifications Well platinium, Leed platine, HQE et Effinergie+, et Wiredscore.   
L'ensemble constitue un ensemble d’une surface utile totale de 105 000 m2, supérieure à celle la tour Montparnasse (90 000 m2) et de la tour Triangle (92 000 m2), mais d'une surface inférieure à celle du Tribunal de Paris qui développe une surface de 120 000 m2 avec une hauteur de 160 m. 

### Architecture
Pour l'architecte Jean Nouvel, les tours Duo se placent « à un endroit très fort qui est le bout de l'avenue de France ». En venant border son alignement de façades nord, les tours Duo prolongent « la perspective de l'avenue sans la fermer ». Le second immeuble, situé le long du boulevard du Général-d'Armée-Jean-Simon, est éloigné de la pollution sonore et poussiéreuse du boulevard périphérique.
Duo 1 est composée d’une façade à « double peau épaisse constituée d'écailles réfléchissant le passage des voitures et le fleuve ferroviaire en contrebas. Les façades écailles sont constituées de deux peaux vitrées séparées par un caillebotis pour la maintenance dont les extrémités sont refermées avec des drapeaux vitrés en porte-à-faux ». Duo 2 est composée d’une « simple peau disposant de parties opaques très réfléchissantes : des tôles, des vitrages émaillés et des brise-soleil en inox ».
Avec les tours Duo, l’architecte Jean Nouvel veut « jouer avec les reflets, de jour comme de nuit. La légère inclinaison permettra d'aller chercher ces jeux d'optique et de multiplier les images en mouvement. Les tours se pencheront comme si elles passaient la tête par la fenêtre pour regarder la perspective de l'avenue de France. Elles dialogueront comme deux danseuses en équilibre. »
Duo a la spécificité de comporter sept façades inclinées sur un total de huit. Leurs inclinaisons sont toutes différentes et peuvent aller jusqu'à 5 degrés, soit davantage que la tour de Pise (3,6 degrés). Un choix qui permet aux tours Duo « d'apparaître dans la perspective de l'avenue de France » et de refléter les environs sur leurs façades.

### Galerie

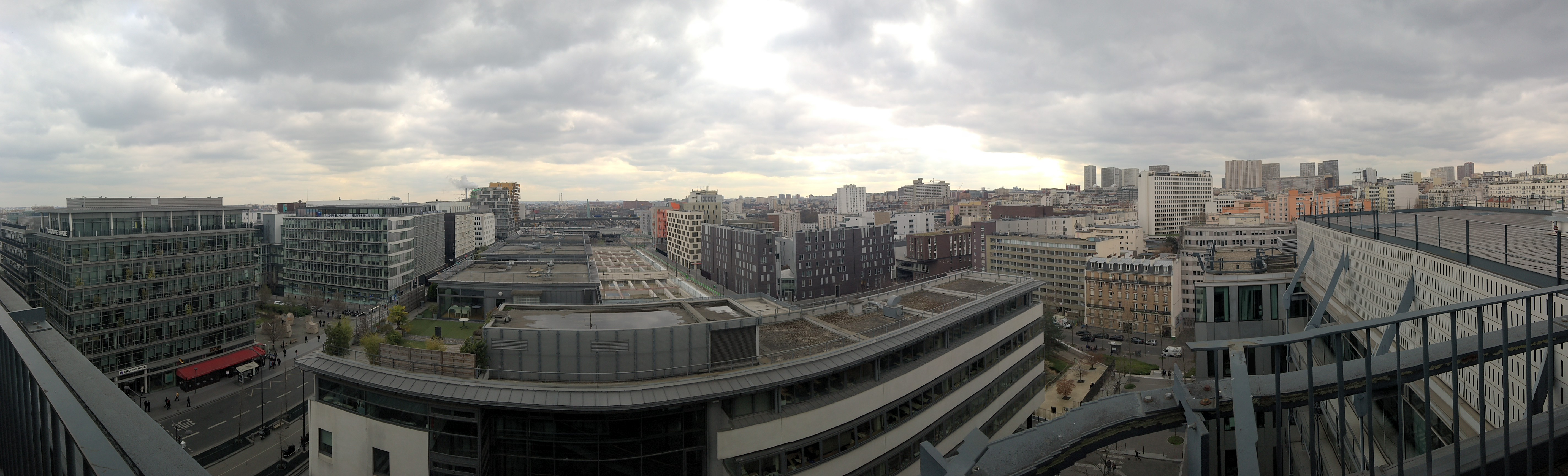
Vue panoramique de la porte de France, avant la construction des tours. À droite, les tours du quartier Massena.
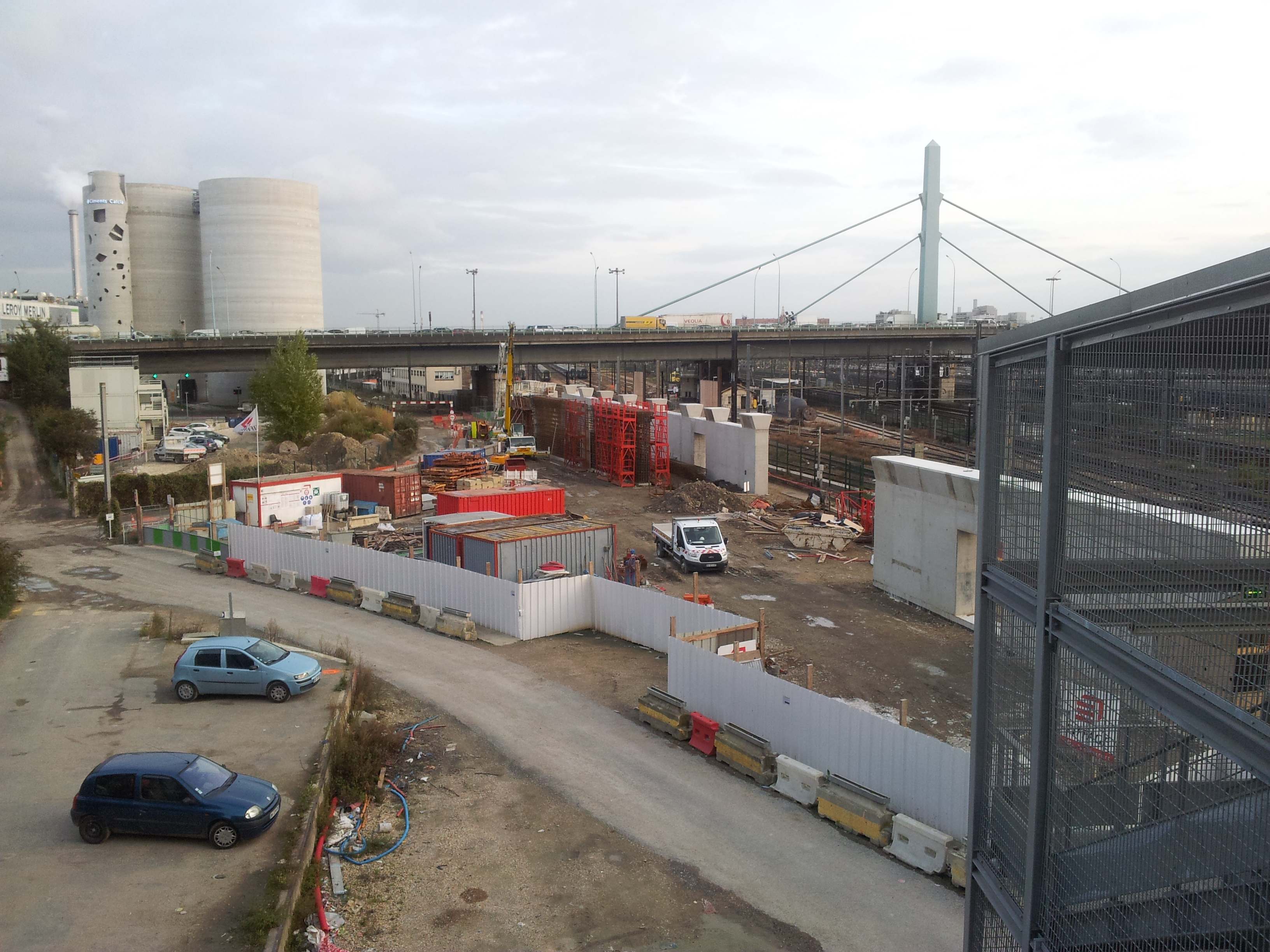
Emplacement du futur chantier, en 2014.
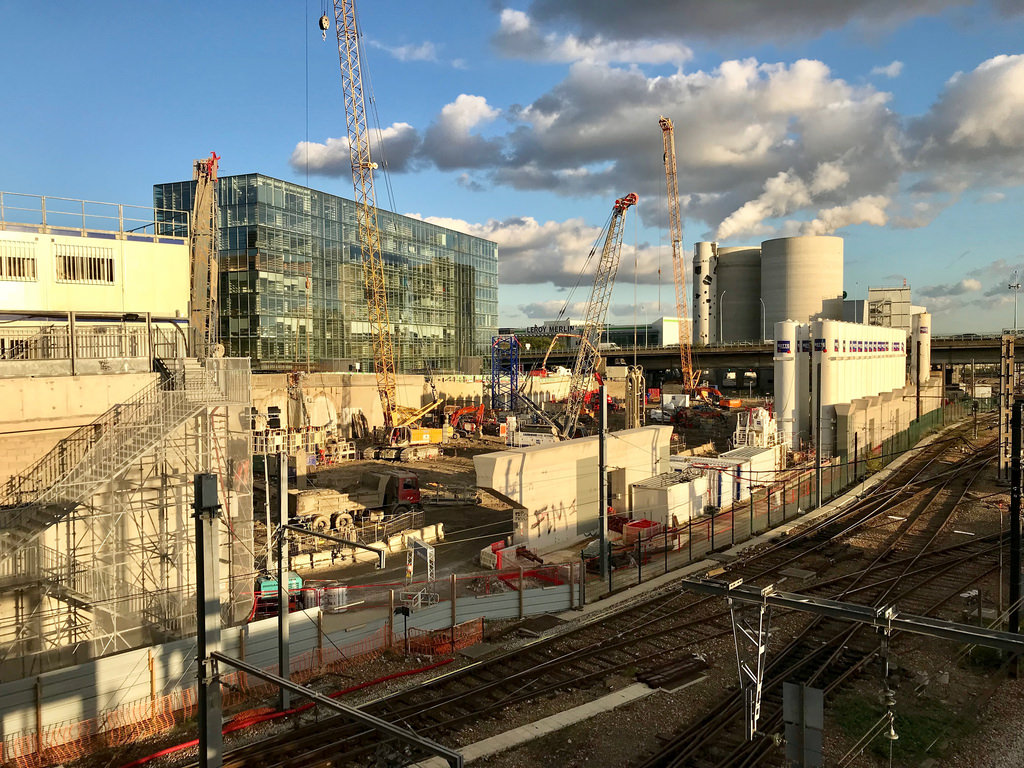
Le chantier le 27 octobre 2017.
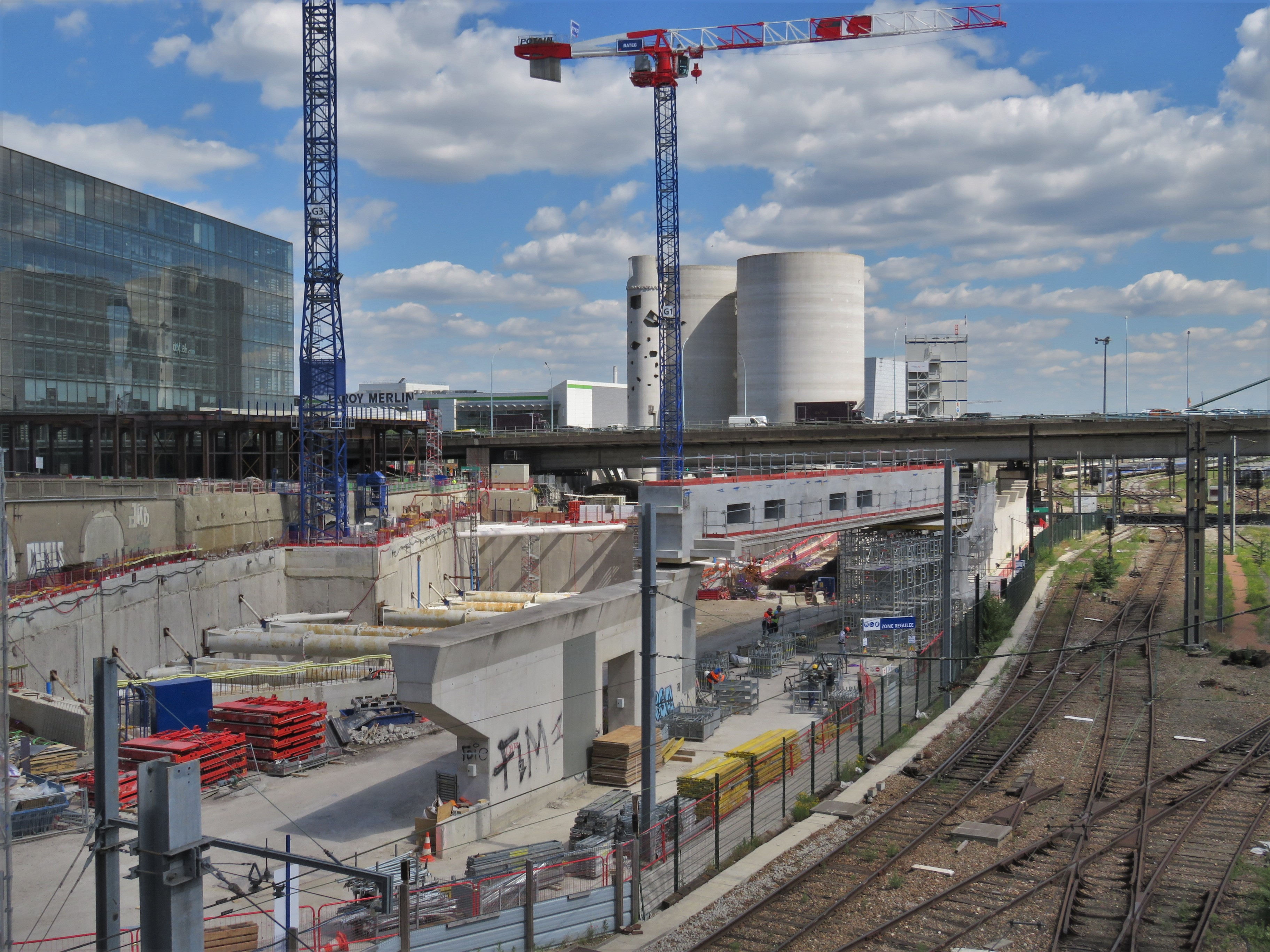
Le chantier le 14 août 2018.
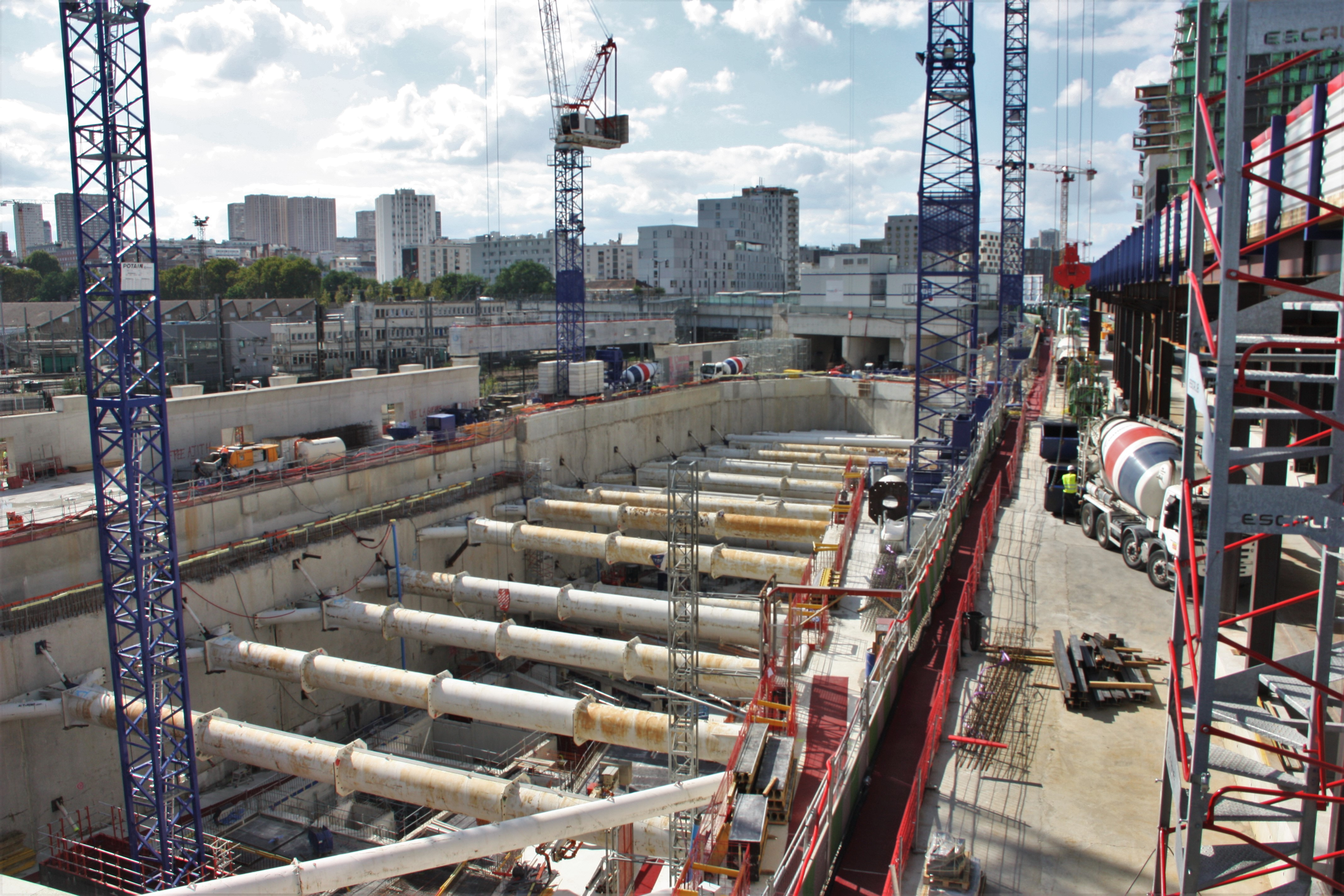
Le chantier le 14 août 2018.
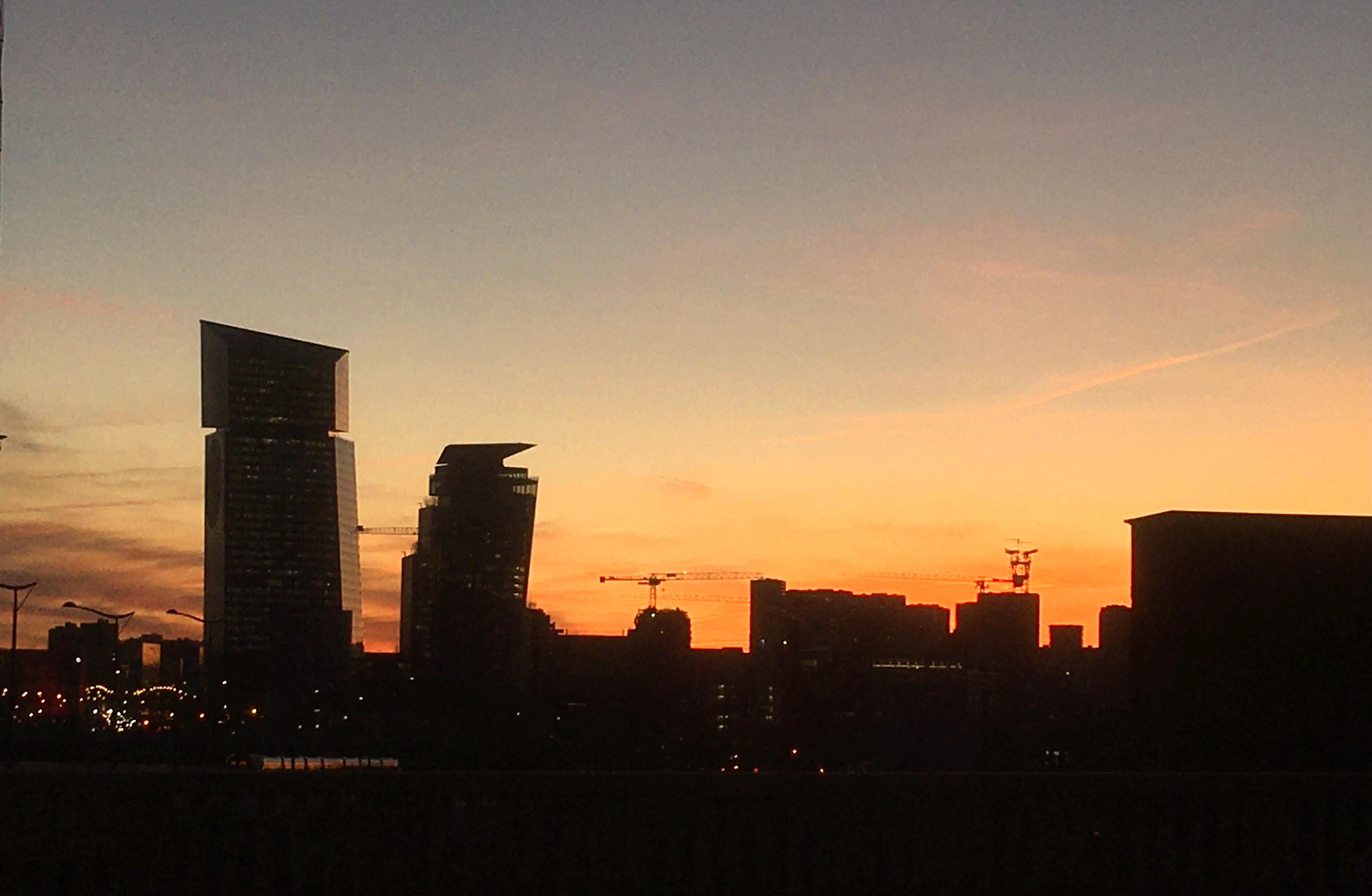
Les tours Duo en 2024.
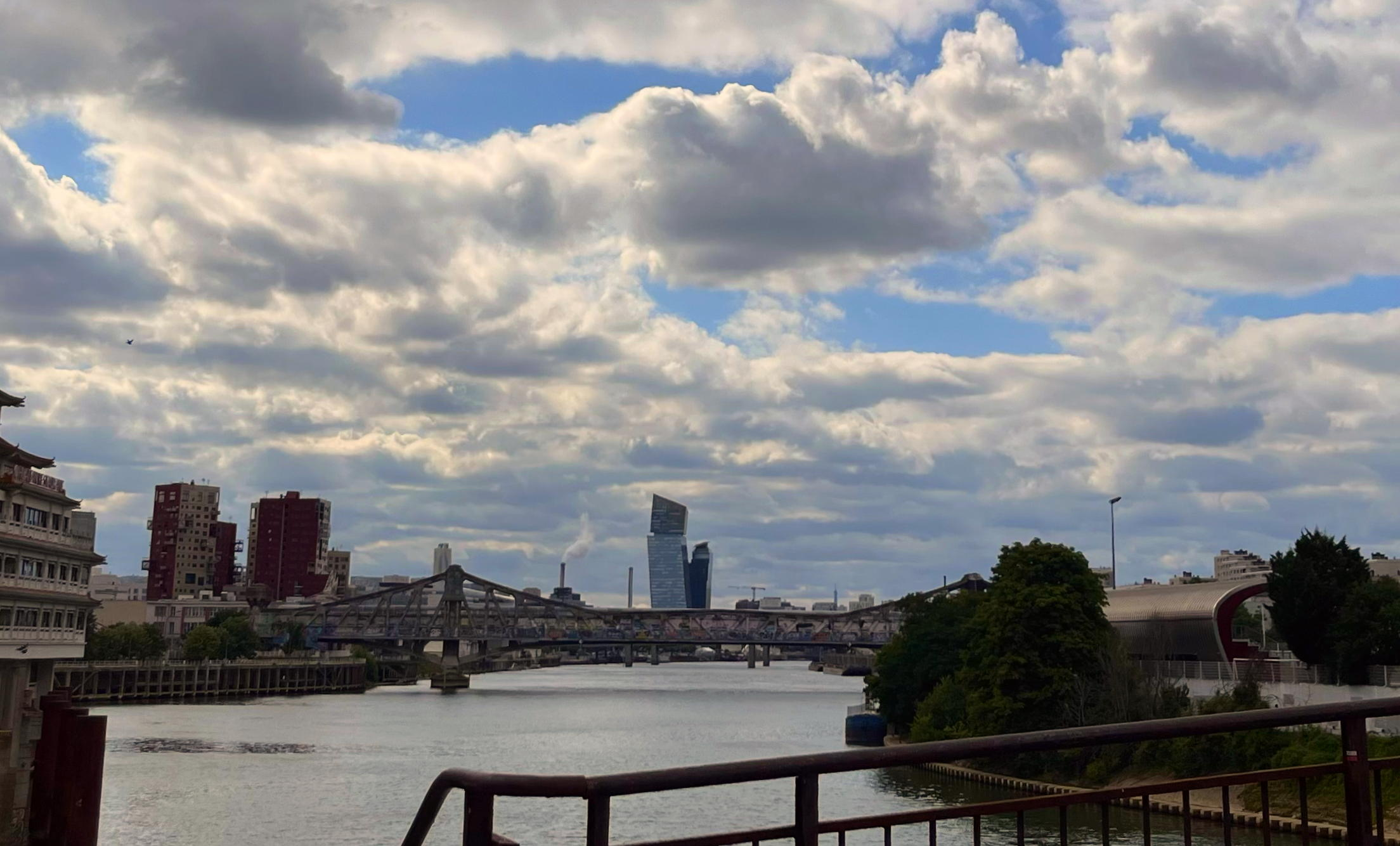
Les tours Duo vues depuis Alfortville.